# 코디액섬
코디액섬(알루티이크어: Qikertaq)은 미국 알래스카 해안의 작은 군도인 Kodiak 군도에서 가장 큰 섬으로, 면적 9,311 km²로 미국 내에서 두 번째, 세계에서는 약 80위 규모이다. 길이는 약 160km, 너비는 97km에 달하며, 해저에서 솟은 산악 지형으로 북서쪽은 침엽수림이 우거져 있고 남쪽은 비교적 평야에 가까운 환경이다.

## 지리
섬은 쉘리코프 해협을 사이로 알래스카 본토와 분리되어 있으며, 주변에는 Afognak, Shuyak, Raspberry 등 여러 부속 섬이 포진해 있다. 최고봉은 해발 약 1,362m의 코니악 피크이고, 대부분의 영토는 희귀종 갈색곰을 포함하는 Kodiak National Wildlife Refuge에 속해 있다.

## 역사

### 선사시대 및 러시아 통치
현대 섬 주민인 알루티이크(Alutiiq 또는 Sugpiaq)는 수천 년간 이곳에서 어로와 사냥을 통해 자급 생활을 이어왔고, 1760년대 러시아 탐험가 스테판 글로토프가 최초 탐사했다. 이후 1784년 그레고리 셀리코프가 Three Saints Bay에 최초 러시아 식민지를 세운 뒤 1792년에 현재 Kodiak 마을 자리로 옮겨 러시아 아메리카의 중심지가 되었다. Awa'uq 대학살, 해달 모피 채집 강요, 조세체제, 소도시 공동체 압축 등이 고통스러웠으며 결국 1830년대 소두개풍 유행으로 지역 부족의 3분의 1 가량이 사망하였다.

### 미국 편입 이후
1867년 알래스카 매각 이후 코디액 섬은 곧 미국 주권 아래에 들어갔고 어업 기반 정착촌들이 형성되었다. 1912년 Novarupta 화산 폭발과 1964년 대지진·쓰나미로 피해가 발생하였지만, 재건 및 군사·유인촌 기반이 꾸준히 확대되었다.

## 생태 및 자연
Kodiak National Wildlife Refuge는 섬 남서부 2/3를 차지하며 면적은 8,055 km²로, 갈색곰 약 2,300마리, 흰머리수리 1,200쌍 등 다양한 야생동물이 서식한다. 연어·도날리스태드, Dolly Varden 등 250여 조류 종과 100여 개의 강·냇물도 있다. 식생은 Sitka 가문비, Alder, 고산 초원이 혼재한다.

## 기후
해양성 냉대기후로 겨울은 온화하고 여름도 비교적 서늘하며 강수량이 연 1,900mm 내외로 많다. 일부 지역은 소량의 설경도 관찰된다.

## 인구 및 문화
2020년 기준 Kodiak Island Borough 전체 인구는 13,101명이고 섬 내 Kodiak 마을 인구는 5,581명으로 가장 크며, 그 외 Akhiok, Old Harbor, Karluk, Larsen Bay, Ouzinkie, Port Lions 등 소규모 부족촌이 있다. 인구 구성은 백인 약 53%, 알래스카 원주민 약 13%, 아시아계(주로 필리핀계) 24%, 히스패닉 9%로 다양성이 높다.
Education: Kodiak 공립학교(Kodiak Island Borough School District)는 섬 내 여러 주민 마을과 교육 협력하며, University of Alaska Anchorage의 Kodiak College 캠퍼스도 1968년부터 운영되고 있다.

## 경제
섬의 경제는 수산업에 거의 전적으로 의존하며, 2020년에는 2억 9,040만 파운드(약 1억 2,100만 kg)의 수산물이 약 8,430만 달러 어치가 포획된 것으로 조사되었다. 어획 대상은 게, 할리벗, 연어, 대구, pollock 등으로 매우 다양하며, 어획 포트는 알래스카 주 및 미국에서 손꼽히는 규모다. 특히 어류 처리 종사자 중 주민 비율은 56.5%로 다른 지역에 비해 매우 높다.
이외에도 미국 해안경비대 기지가 섬 내 주요 고용처이며, 항공운송과 긴급 구조, 해양법 집행에 핵심 역할을 한다. 2021년 기준 인력 799명 수준이다. 해면 아래 거주하는 군 기지 및 기상 요충지 역할로 경제에 기여하고 있다.

### 재생에너지
Terror Lake Hydroelectric Generating Station은 1985년 완공된 수력 발전소로, 3대의 Pelton 터빈을 통한 발전용량 약 33 MW를 제공한다. 2013년 추가 용량이 들어섰으며, 현재 Kodiak 전력의 대부분(Diesel 대비 95% 이상)을 조달한다. 이 시설은 접근이 항공기나 선박에 한정된다.

### 우주발사섬 역할
1998년 개장한 Kodiak Launch Complex(현 Pacific Spaceport Complex – Alaska)는 앨래스카 주가 운영하는 상업 및 국방 위성 발사시설로, 1998년 이후 30회 이상 발사를 수행하였고 2023년 1월까지 총 31회의 발사가 완료되었다. 극궤도나 몰니야 궤도 위성 발사에 특화되어 있다.

## 관광 및 교통
교통은 Kodiak 마을을 중심으로 항공(Kodiak 공항) 및 페리 운송이 섬과 외부를 연결하며 차량 도로는 일부 마을 내부에만 존재한다. 관광객은 갈색곰 관찰, 낚시, 하이킹, 바다 탐험, 문화 유산 체험 등이 주요 활동이다. 방문객은 2019년에 출도 6만 4천여 명이며 810개의 일자리가 관광으로 창출될만큼 경제에 기여했다.

## 환경 문제
기후 변화에 따른 해수 온난화는 연어 및 대구 개체군에 영향을 미치고 있으며, 해안 침식·해양 산성화는 어업 자원에 위협 요인으로 대두되고 있다.

## 참고 자료
1. 1 2 3 4 5 6 7  “Kodiak Island”. 《Wikipedia》.
2. 1 2  “Kodiak National Wildlife Refuge”. 《Wikipedia》.
3. 1 2 3 4 5  “May 2022 Alaska Economic Trends – Kodiak 섬 경제” (PDF). 《Alaska Department of Labor》.
4. ↑  “Terror Lake Hydroelectric Generating Station”. 《Wikipedia》.
5. ↑  “Pacific Spaceport Complex – Alaska”. 《Wikipedia》.